# Nephrodium edule
Nephrodium edule là một loài dương xỉ trong họ Dryopteridaceae. Loài này được D. Don mô tả khoa học đầu tiên năm 1825.
Danh pháp khoa học của loài này chưa được làm sáng tỏ. 